# ささやきのステップ
「ささやきのステップ」は、薬師丸ひろ子通算7枚目のシングル。1986年10月19日発売。発売元は東芝EMI（現・ユニバーサルミュージック）。(EP: WTP-17906)

## 概要
「ささやきのステップ」と「瞳で話して」の両曲ともにNTTの「19（トーク）の日」のキャンペーンソングに使用された。
オリコンチャートの最高順位は週間3位、登場週数は6週、チャート累計10.1万枚のセールスを記録した。

## 収録曲
1. ささやきのステップ
作詞: 松本隆 / 作曲: 佐藤健 / 編曲: 船山基紀
  - NTT「トークの日」コマーシャルソング
2. 瞳で話して
作詞: 松本隆 / 作曲: 辻畑鉄也 / 編曲: 船山基紀
  - NTT「トークの日」コマーシャルソング

## 関連作品
- 歌物語
- SENTENCE〜セ・ン・テ・ン・ス〜
- GOLDEN☆BEST 薬師丸ひろ子